# Alfonso Romero Holmes
Alfonso Romero Holmes (ur. 28 maja 1965 w Barcelonie) – hiszpański szachista, arcymistrz od 1995 roku.

## Kariera szachowa
Pierwszy sukces na arenie międzynarodowej odniósł na przełomie 1984 i 1985 r., zdobywając w Groningen tytuł wicemistrza Europy juniorów do lat 20 (zwyciężył wówczas Ferdinand Hellers). W 1987 r. zwyciężył w rozegranych w Salou indywidualnych mistrzostwach Hiszpanii.
Do innych turniejowych sukcesów Alfonso Romero Holmesa należą: II m. w Andorze (1987, turniej strefowy, za Jesusem Marią De la Villa Garcią), dz. I m. w Albacete (1989, z Jesusem Marią De la Villa Garcią i Manuelem Rivas Pastorem), dz. I m. w Salamance (1990, z Miodragiem Todorceviciem), I m. w Wijk aan Zee (1991, turniej B), dz. II m. w Terrassie (1994, za Jordi Magemem Badalsem, z Amadorem Rodriguezem, Roberto Cifuentesem Paradą, Milosem Pavloviciem, Juanem Manuelem Bellonem Lopezem i Oscarem De la Riva Aguado), II m. w Oviedo (2000, za Diego Adlą), dz. I m. w Walencji (2001, z Olegiem Korniejewem oraz 2003, dz. I m. z Pią Cramling) oraz dz. I m. w Salamance (2005, z Aurelienem Dunisem i Borysem Złotnikiem).
W latach 1986–2004 pięciokrotnie wystąpił na szachowych olimpiadach, w 2002 r. zdobywając brązowy medal za indywidualny wynik (7½ pkt w 10 partiach) na III szachownicy, natomiast w 2003 r. reprezentował swój kraj na drużynowych mistrzostwach Europy.
Najwyższy ranking w dotychczasowej karierze osiągnął 1 kwietnia 2003 r., z wynikiem 2560 punktów zajmował wówczas 4. miejsce wśród hiszpańskich szachistów.